# Beitstad
Beitstad är en kyrkby i Steinkjers kommun i Trøndelag fylke i mellersta Norge. Byn ligger vid fylkesväg 6982, vid sidan av fylkesväg 17, på södra/östra sidan av Beitstadsundet, en del av Trondheimsfjorden.
Tidigare har orten utgjort centralort i dåvarande Beitstads kommun.